# ولاية جيغاوة
ولاية جيگاوة هي إحدى الولايات الست وثلاثين المكونة لنيجيريا. الإنجليزية هي اللغة الرسمية.
حتى 1991، كانت جزءا من ولاية كانو.